# Olatz Ganboa Pilar
Olatz Ganboa Pilar (Getxo, 2 de gener de 1985) és una actriu espanyola de cinema, teatre i televisió.
El 2018 va ser nominada al Premi Ercilla al millor intèrpret revelació.